# Gynoplistia princeps
Gynoplistia princeps är en tvåvingeart som beskrevs av Alexander 1923. Gynoplistia princeps ingår i släktet Gynoplistia och familjen småharkrankar. Inga underarter finns listade i Catalogue of Life.